# Irvine Robertson
Irvine Geale Robertson (Toronto, 10 luglio 1882 – Ottawa, 26 febbraio 1956) è stato un canottiere canadese.
Ha vinto la medaglia di bronzo olimpica nel canottaggio alle Olimpiadi 1908 tenutesi a Londra, nella gara di Otto maschile con Joe Wright, Sr., Julius Thomson, Walter Lewis, Gordon Balfour, Becher Gale, Charles Riddy, Geoffrey Taylor, Douglas Kertland, a pari merito con la squadra britannica.